# Королівська галісійська академія
Королівська ґалісійська академія (КГА; гал. Real Academia Galega, RAG) — наукова установа, заснована в Ґалісії у 1906 році з метою вивчення культури ґалісійського народу, відтворення, захисту та розвитку ґалісійської мови. Виконує функції регулятора мовної та літературної норми ґалісійської мови в усіх територіях її вжитку, зокрема країни Латинської Америки (Аргентина, Бразилія, Куба, Уругвай). Проводить дослідження спадщини ґалісійської літератури й документальних пам'яток.
Офіційною мовою академії є ґалісійська мова. Штаб-квартира розташована в Ла-Коруньї. З 28 березня 2017 року посаду президента академії займає Віктор Фернандес Фрейшанес.

## Історія створення
Після Королівської академії іспанської мови КГА є другою найстарішою мовною академією Іспанії. Згідно зі статутом КГА від 2000 року, ґалісійською мовою вважається мова, якою говорять у Ґалісії, а також і її розмовні варіанти за її межами — в Астурії, Леона і Саморі.
Як випливає з Пролога статуту, Королівська ґалісійська академія почала свою роботу 4 вересня 1905 року, але офіційною датою її заснування вважається 30 вересня 1906 року — день проведення інавґураційних зборів. Там ж вказується припущення, що без імпульсу з консолідації зусиль і постійної фінансової підтримки ґалісійських емігрантів з Куби заснування академії могло б не відбутися. Створенню академії передувала підготовча робота ґалісійських патріотів за активної участи Шосе Фонтенла Леала (Xosé Fontenla Leal) і Мануела Курроса Енрікеса в Ініціативній асоціації зі створення Ґалісійської академії (Asociación Iniciadora y Protectora de la Academia Gallega).
25 серпня 1906 року король Іспанії Альфонсо XIII затвердив установчі документи і встановив титул академії «Королівська» (Real). Першим президентом став Мануель Мургія. Зараз академія складається з трьох секцій: мовної, літературної та історичної. Вищим органом організації, що приймає найважливіші рішення з її діяльності, вважається Пленум, який проводиться за участю 30 дійсних членів. Повсякденна робота ведеться Виконавчою комісією, до якої входять президент, секретар, скарбник, бібліотекар-архіваріус і віце-секретар.

## Завдання
Встановлює і регулює граматичні, орфографічні та фонетичні норми ґалісійської мови; складає у словниках лексичний тезаурус, що публікується; вносить лексичні оновлення; вивчає ґалісійську ономастику; стежить за дотриманням мовних прав; сприяє розвитку ґалісійської мови. Визначає діяча культури, якому присвячується черговий День ґалісійської літератури.
15 червня 1983 року, згідно з Конституцією 1978 року, академія прийняла закон про нормалізацію ґалісійської мови.

## День ґалісійської літератури
20 березня 1963 року на честь 100-ліття публікації поетичного збірника Росалії де Кастро «Ґалісійські наспіви» (Cantares Gallegos) був заснований День ґалісійської літератури, який щороку відзначається 17 травня, і який з 1991 року став офіційним святом Ґалісії.

## Члени академії
Спочатку академіків було 40, але після прийняття нового статуту 2000 року до складу академії входять почесні академіки, 30 дійсних членів (academicos número de) і 60 членів-кореспондентів. Дійсні члени обираються Пленумом. Дійсний член втрачає свій статус, залишаючи територію вживання ґалісійської мови і в такому разі стає почесним академіком. Звання академіка присуджується за значний внесок у діяльність академії при висуненні кандидатури трьома дійсними членами. Звання члена-кореспондента присуджується Пленумом академії особі, що займається науковими дослідженнями організації і яка не бере участь у діяльності державних органів.

## Президенти академії

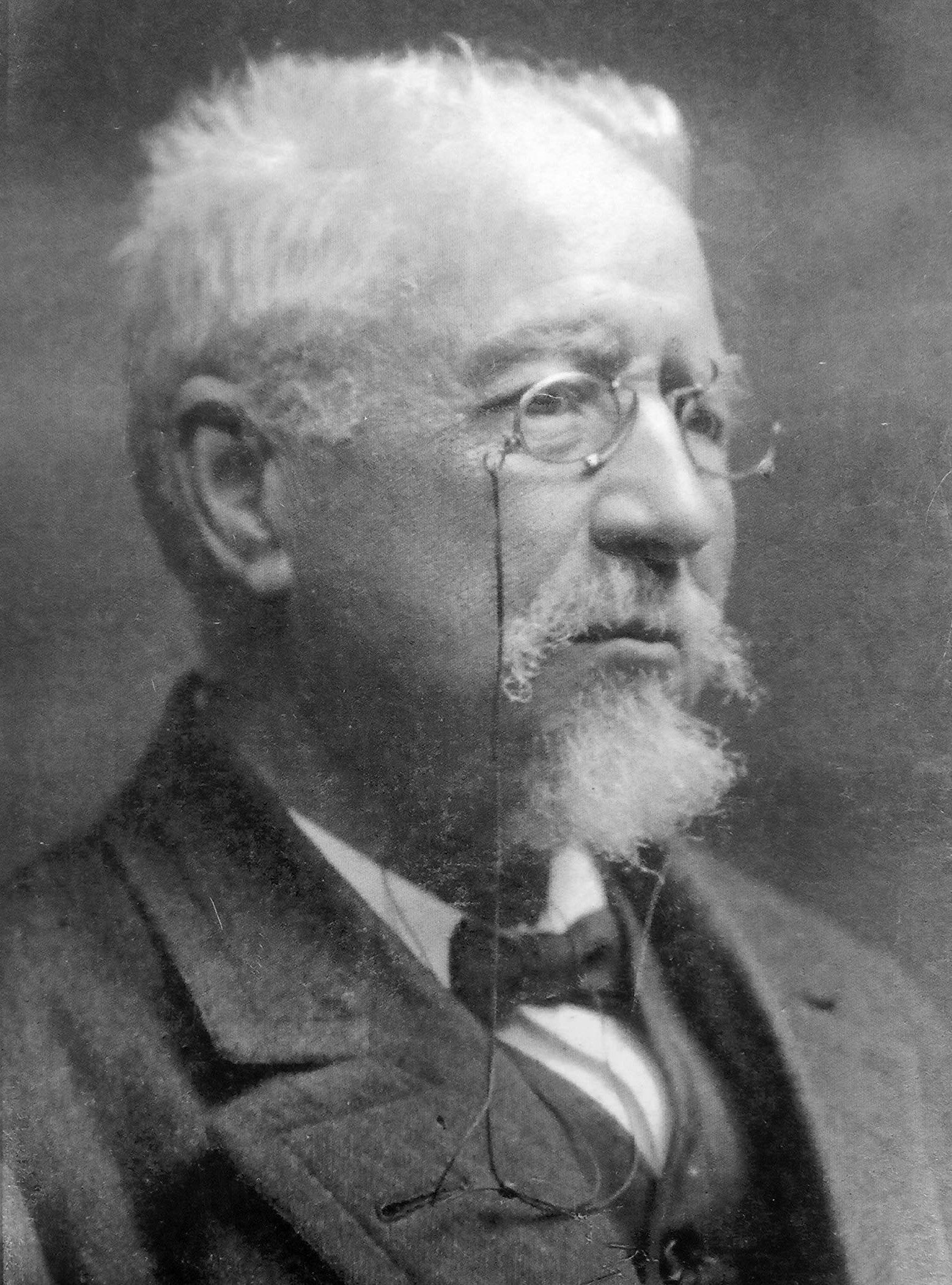
Перший президент академії Мануел Мургія

- Віктор Фернандес Фрейшанес(28.03.2017 — по н. ш.)[6]
- Шесус Алонсо Монтеро (20.04.2013 — 17.03.2017)
- Шосе Луїс Мендес Феррін (23.01.2010 — 13.03.2013)
- Шосе Рамон Баррейро Фернандес (20.12.2001 — 22.01.2010)
- Франсиско Фернандес дель Рієґо (29.11.1997 — 29.11.2001)
- Домінго Ґарсія-Сабел Рівас (Domingo García-Sabell Rivas, 06.11.1977 — 29.06.1997)
- Себастіян Мартінес-Ріско і Масіас (09.10.1960 — 24.09.1977)
- Мануел Касас Фернандес (15.10.1944 — 30.07.1960)
- Еладіо Родрігес Гонсалес (19.06.1944 — 15.10.1944)
- Мануел Касас Фернандес (13.12.1942 — 19.06.1944)
- Мануел Лугріс Фрейре (28.05.1934 — 20.08.1935)
- Еладіо Родрігес Гонсалес (20.11.1926 — 04.03.1934)
- Франсиско Понте Бланко (31.03.1924 — 23.08.1926)
- Андрес Мартінес Салазар (12.05.1923 — 06.10.1923)
- Мануел Мургія (04.09.1905 — 02.02.1923)

## Публікації
З часу заснування й донині виходить офіційний науковий орган «Бюлетень Королівської ґалісійської академії» (з 1906 року Boletín de la Academia Gallega, пізніше і до 1980 року Boletín de la Real Academia Gallega, і з 2000 року Boletín da Real Academia Galega).